# Adrian Johns

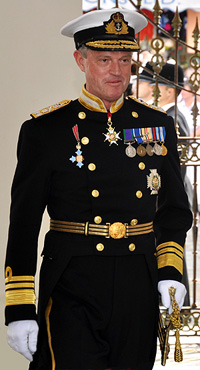
Vice Admiral Sir Adrian James Johns (Aufnahmejahr: 2009)

Sir Adrian James Johns KCB CBE KStJ ADC (* 1. September 1951 in Redruth) ist ein britischer Marineoffizier und war von 2009 bis 2013 Gouverneur von Gibraltar (Governor and Commander-in-Chief of Gibraltar).

## Karriere
Johns ist Absolvent des Imperial College London (Physik). Er trat 1973 in die Royal Navy ein. Er wurde dort Hubschrauberpilot bei der 824 Naval Air Squadron an Bord der Ark Royal und später Kommandant der Schiffe Ocean, Campbeltown, Ariadne, Juno. Von 2003 bis 2005 war er Assistant Chief of the Naval Staff. 2005 stieg er in den Rang eines Vice-Admiral auf. Von 2005 bis 2008 war er Chief of Naval Personnel & Training und Zweiter Seelord in Personalunion.
Johns trat im Oktober 2009 die Nachfolge von Sir Robert Fulton als Gouverneur von Gibraltar an. Er wurde im Dezember 2013 von James Dutton abgelöst.

## Orden und Auszeichnungen
(Auswahl)
|  | Knight Commander of the Order of the Bath (KCB)    | 2007 |
|  | Commander of the Order of the British Empire (CBE) | 2001 |
|  | Knight of the Order of St John (KStJ)              | 2011 |
|  | General Service Medal                              |      |
|  | NATO medal for the former Yugoslavia               |      |
|  | Iraq Medal                                         |      |
|  | Operational Service Medal for Afghanistan          |      |
|  | Queen Elizabeth II Golden Jubilee Medal            | 2002 |
|  | Queen Elizabeth II Diamond Jubilee Medal           | 2012 |